# Conde de Proença-a-Velha

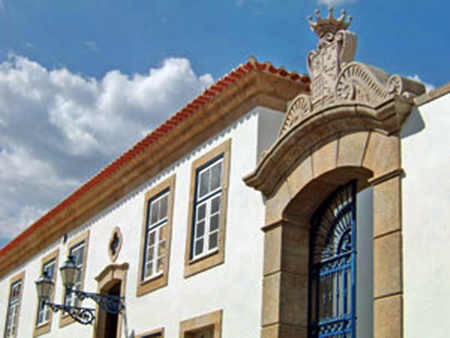
Antigo Solar dos Viscondes e Condes de Proença-a-Velha em Penamacor (actual Biblioteca Municipal)

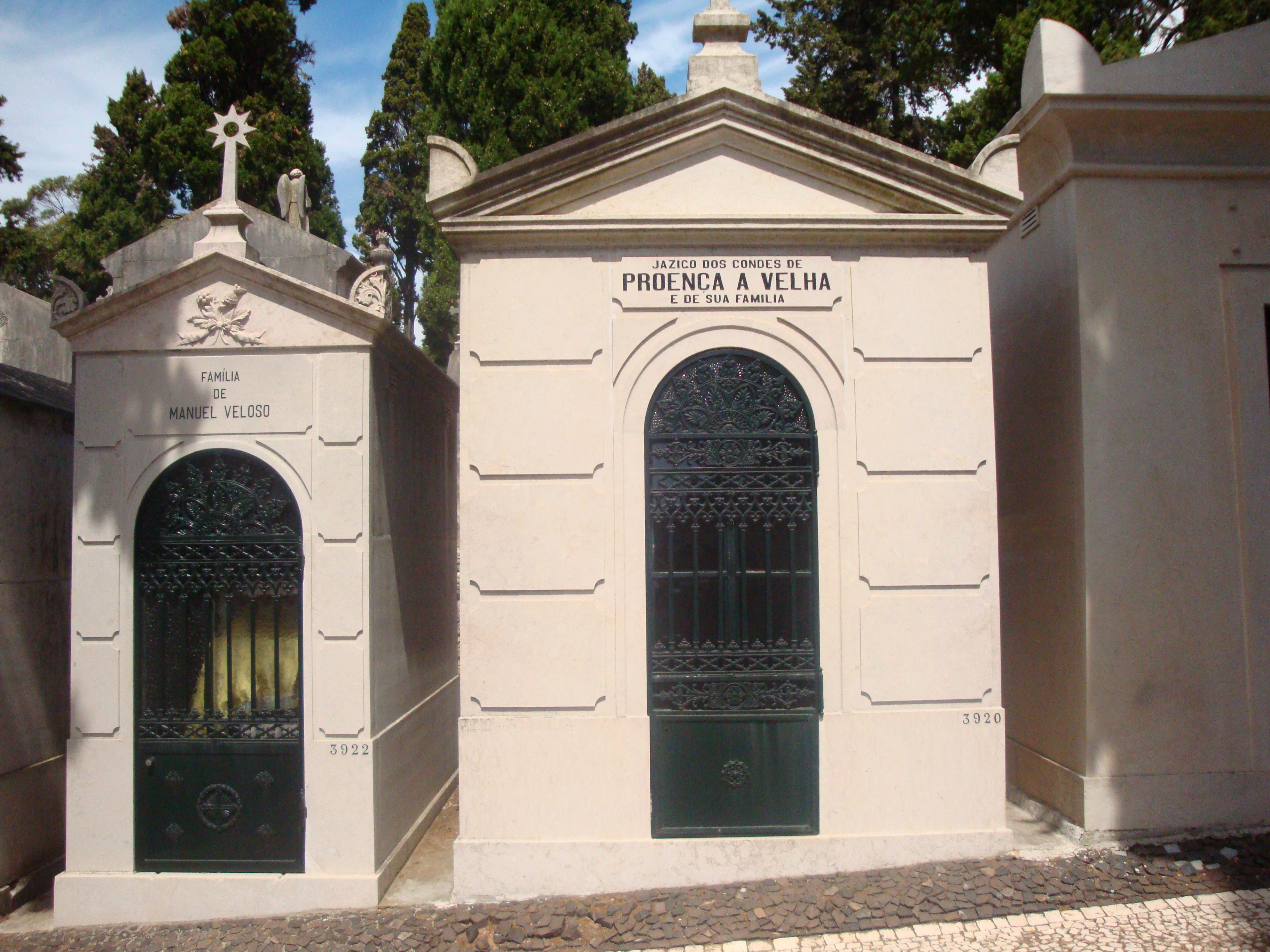
Jazigo dos Viscondes e Condes de Proença-a-Velha

Conde de Proença-a-Velha é um título nobiliárquico criado por D. Carlos I de Portugal, por Decreto de 11 de Dezembro de 1890, em favor de António de Gouveia Osório Metelo de Vasconcelos, antes 1.º Visconde de Proença-a-Velha.
Titulares
1. António de Gouveia Osório Metelo de Vasconcelos, 1.º Visconde de Proença  a Velha
2. João Filipe Osório de Meneses Pita, 2.º Visconde e 1.º Conde de Proença-a-Velha.

Após a Implantação da República Portuguesa, e com o fim do sistema nobiliárquico, usaram o título: 
1. Luís de Melo Osório de Meneses Pita, 2.º Conde de Proença-a-Velha;
2. João Filipe Osório de Meneses Pita, 3.º Conde de Proença-a-Velha, 3.º Conde de Foz de Arouce.